# Euplexaura divergens
Euplexaura divergens är en korallart som först beskrevs av Studer 1878.  Euplexaura divergens ingår i släktet Euplexaura och familjen Plexauridae. Inga underarter finns listade i Catalogue of Life.